# Обермелер
Обермелер (њем. Obermehler) општина је у њемачкој савезној држави Тирингија. Једно је од 47 општинских средишта округа Унструт-Хајних. Према процјени из 2010. у општини је живјело 973 становника. Посједује регионалну шифру (AGS) 16064052.

## Географски и демографски подаци
Обермелер се налази у савезној држави Тирингија у округу Унструт-Хајних. Општина се налази на надморској висини од 268 метара. Површина општине износи 21,6 km². У самом мјесту је, према процјени из 2010. године, живјело 973 становника. Просјечна густина становништва износи 45 становника/km².